# Synaptola armipes
Synaptola armipes är en skalbaggsart som beskrevs av Bates 1879. Synaptola armipes ingår i släktet Synaptola och familjen långhorningar.
Artens utbredningsområde är Angola. Inga underarter finns listade i Catalogue of Life.